# La pioggia segue l'aratro
La pioggia segue l'aratro (in inglese: Rain follows the plow) è il nome convenzionale dato ad una teoria della climatologia, oggi del tutto screditata, che fu popolare nel West americano alla fine del XIX secolo. La premessa basilare della teoria era che gli insediamenti umani, in particolare l'agricoltura condotta nei poderi, portava a un cambiamento climatico permanente nelle regioni aride o semi-aride, rendendole più umide. La teoria venne ampiamente promossa negli anni 1870, come giustificazione per la colonizzazione delle Grandi Pianure, una regione nota in precedenza come il "Grande deserto americano". Secondo la teoria, maggiori insediamenti umani nella regione avrebbero provocato nel corso del tempo una maggiore piovosità, rendendo la terra più fertile e lussureggiante con l'aumentare della popolazione. Come venne indicato dalle successive registrazioni storiche della piovosità, la teoria si basava su una prova errata, che nasceva da una breve fluttuazione climatica nelle Grandi Pianure. La teoria venne in seguito rifiutata dai climatologi ed è oggi considerata un grande errore. 

## Storia
La teoria nacque alla fine degli anni 1860, durante l'espansione degli insediamenti bianchi ad ovest del fiume Missouri e oltre il 100º meridiano ovest, confine tradizionale tra la parte umida e quella semi-arida del Nord America centrale. In particolare nella prima parte del decennio, gli insediamenti dei bianchi si erano diffusi nel Nebraska centrale e occidentale, lungo il fiume Platte. Gli emigranti che percorrevano l'Oregon Trail iniziarono a riportare che la terra del Nebraska occidentale, in precedenza nota per la sua vegetazione arsa dal sole durante l'estate, era apparentemente diventata verde. Da questa prova, alcuni scienziati dell'epoca trassero la conclusione che il cambiamento era dovuto agli insediamenti e agli effetti della coltivazione. Uno dei principali esponenti di questa teoria fu Cyrus Thomas, un noto climatologo dell'epoca che fece uno studio sulla storia recente del Colorado, concludendo che l'incremento nell'umidità era permanente, e coincideva esattamente con la nascita delle prime fattorie. Un altro importante sostenitore della teoria fu Ferdinand Vandeveer Hayden, il noto geografo che aveva esplorato e fatto rilevamenti in parte delle Montagne Rocciose del Colorado. 
Thomas e altri climatologi offrirono diverse spiegazioni della teoria. Un'idea comune era che l'aratura per la coltivazione esponesse all'aria l'umidità del terreno. Inoltre, piante e arbusti appena piantati aumentavano la piovosità, così come il vapore dei treni. Un'altra ipotesi sosteneva che le aumentate vibrazioni dell'atmosfera terrestre, dovute all'attività umana, creavano ulteriori nuvole da cui cadeva la pioggia, un'idea che portò alla diffusione della pratica di far esplodere dinamite in aria lungo tutte le Grandi Pianure negli anni 1870.
La teoria era largamente accettata in quel periodo, non solo dagli scienziati, ma anche dagli speculatori terrieri e dagli emigranti. Alcuni storici hanno sostenuto che la teoria venne accolta prontamente come un'appendice del destino manifesto, l'idea che Dio avesse stabilito che la razza bianca degli americani dovesse espandersi in tutto il continente nordamericano. La teoria è ritenuta parzialmente responsabile della rapida colonizzazione delle Grandi Pianure alla fine del XIX secolo.
Viene oggi compreso dai climatologi che un incremento di vegetazione e urbanizzazione può in effetti produrre un aumento nelle precipitazioni. L'effetto comunque ha una portata locale, e l'aumentata piovosità avviene a spese della piovosità delle aree circostanti. Non si produce un cambiamento climatico per l'intera regione.